# Андреас Бреме
А́ндреас «А́нді» Бре́ме (нім. Andreas Brehme; 9 листопада 1960, Гамбург — 20 лютого 2024, Мюнхен, Німеччина) — колишній німецький футболіст, фланговий захисник і півзахисник. Автор переможного голу в фіналі чемпіонату світу 1990 року.

## Клубна кар'єра
Бреме розпочав свою кар'єру у віці п'яти років у гамбурзькому клубі «Бармбек-Уленгорст», де працював його батько Бернд Бреме і у віці 17 років став грати під його керівництвом на позиції ліберо в першій команді у Оберлізі. Згодом Бреме перебував на перегляді у «Гамбурзі», але контракт не було підписано і 1980 року Андреас перейшов до клубу другого дивізіону «Саарбрюкен». Там молодий гравець провів сезон 1980/81.
У 1981 році Бреме перейшов до «Кайзерслаутерна». Завдяки своїй універсальності, грою обома нагома і гарній техніці він швидко закріпився у клубі Бундесліги, незважаючи на брак швидкості. Він дебютував у Бундеслізі 8 серпня 1981 року в матчі проти «Айнтрахта» з Франкфурта (2:2). 25 серпня 1981 року в матчі проти «Штутгарта» (3:2) він забив свій перший гол у Бундеслізі. Всього у «Кайзерслаутерні» Бреме грав 5 років.
Влітку 1986 року Бреме перейшов у мюнхенську «Баварію». Сума трансферу в 2 мільйони німецьких марок стала другою за величиною сумою трансферу німецького гравця в Бундеслізі. Там він зіграв свій перший матч у чемпіонаті 9 серпня 1986 року проти дортмундської «Боруссії» (2:2). У 1987 році з клубом виграв чемпіонат ФРН. У тому ж році він також дійшов до фіналу Кубка європейських чемпіонів, де «Баварія» поступилася «Порту» 1:1. У 1988 році він виграв другий титул чемпіона Західної Німеччини зі своєю командою.
Влітку 1988 року разом з одноклубником Лотаром Маттеусом Бреме був проданий «Інтернаціонале» за 1,8 мільярди італійських лір. Джованні Трапаттоні, тренер міланського клубу, вірив у доцільність покупки Бреме і вважав, що гравець може запропонувати переконливу гру на фланзі зліва: його гіпотеза виявилася правильною, і Бреме зіграв важливу роль у виграші чемпіонства в 1989 році, коли «Інтер» набрав 58 очок із 68, встановивши рекорд. Наступного сезону, зберігаючи високу продуктивність, клуб із Бреме виграв Суперкубок Італії у «Сампдорії». У 1991 році вони виграли Кубок УЄФА, обігравши у фіналі «Рому».
1992 року Бреме перейшов до іспанського клубу «Реал Сарагоса», але навесні 1993 року він покинув команду після суперечки з тренером Віктором Фернандесом. Натомість Бреме повернувся в «Кайзерслаутерн» і у першому ж сезоні став з командою віцечемпіоном Німеччини. Згодом у сезоні 1995/96 він виграв із командою Кубок Німеччини, одночасно вибувши до другого дивізіону. У наступному сезоні «Кайзерслаутерн» виграв чемпіонат другого дивізіону, повернувшись у вищий дивізіон, а в сезоні 1997/98 років виграв Бундеслігу, ставши єдиним клубом в історії німецького футболу, якому це вдалося в статусі новачка вищого дивізіону. Наприкінці того сезону, в якому Бреме зіграв лише 5 матчів, футболіст завершив кар'єру, зігравши загалом 301 матч у Бундеслізі.

## Виступи за збірні
15 лютого 1984 року дебютував у національный збірній Західної Німеччини в товариському матчі проти Болгарії (3:2). 23 березня 1984 року в товариській грі проти Радянського Союзу (2:1) він забив свій перший гол у національній збірній. Того ж року був включений до складу збірної на чемпіонат Європи, де зіграв у всіх трьох матчах групової стадії проти збірних Португалії (0:0), Румунії (2:1) та Іспанії (0:1), але збірна Західної Німеччини не вийшла до наступного раунду, втім Бреме потрапив до символічної збірної чемпіонату. Того ж року брав участь у XXIII літніх Олімпійських іграх у Лос-Анджелесі, дійшовши з командою до чвертьфіналу.
За два роки Андреас Бреме був включений до заявки на чемпіонат світу 1986 року. Там він зіграв на груповому етапі зі збірним Уругваю (1:1) та Данії (0:2), а потім у чвертьфіналі проти Мексики (0:0), де забив післяматчевий пенальті (4:1), при цьому він несподівано вирішив бити лівою ногою. У півфіналі проти Франції (2:0) Бреме забив переможний гол, який дозволив йому зіграти у фіналі турніру, але там німці прогрили Аргентині 2:3 і завершили той чемпіонат світу на другому місці.
У 1988 році знову взяв участь у чемпіонаті Європи, де зіграв у матчах групового етапу проти збірних Італії (1:1), де забив гол, Данії (2:0), Іспанії (2:0), а також у програному півфіналі проти Нідерландів (1:2), здобувши таким чином бронзові нагороди першості.
1990 року Андреас Бреме знову був у складі збірної на чемпіонаті світу. Під час «мундіалю» він зіграв на груповому етапі зі збірними Югославії (4:1) та Об'єднаних Арабських Еміратів (5:1). В 1/8 фіналу Бреме ефектним обвідним ударом з кута штрафного майданчика забив переможний м'яч у ворота Нідерландів (2:1), після чого у чвертьфіналі допоміг пройти збірну Чехословаччини (1:0), а у півфіналі проти Англії (1:1) відкрив рахунок зі штрафного, а потім реалізував свій удар у серії пенальті (5:4), завяки чому німці вдруге поспіль вийшли у фінал світової першості. Цього разу ФРН взяла реванш у Аргентини, ставши чемпіоном світу, а Бреме забив єдиний м'яч у грі із пенальті на 85-й хвилині. Це був перший пенальті у фіналі чемпіонату світу з 1974 року та останній у XX столітті (не рахуючи післяматчевих серій). В результаті Бреме був включений до команди зірок тогорічного чемпіонату світу, а наприкінці року він посів третє місце в рейтингу «Золотий м'яч».
На чемпіонаті Європи 1992 року Бреме був капітаном збірної Німеччини. Цю посаду він отримав після того, як Руді Феллер зламав руку в першій грі німців на турнірі і більше на турнірі не зіграв. Натомість Бреме зіграв у всіх 6 іграх турніру і став з командою срібним призером Європи.
Після чемпіонату Європи тривалий час більше не виступав за національну збірну. Лише у листопаді 1993 року тренер Берті Фогтс повернув його в команду і використав його в товариському матчі проти Бразилії після 17-місячної міжнародної перерви. Після цього не зігравши жодної гри у кваліфікації, Бреме потрапив у заявку на третій для себе чемпіонат світу 1994 року у США, де знову зіграв у всіх п'яти іграх. Останній зі своїх 86 матчів за збірну Бреме зіграв у чвертьфіналі, де німці сенсаційно програли Болгарії (1:2).

## Тренерська кар'єра

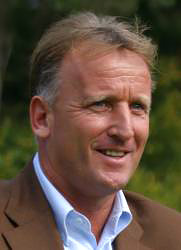
Андреас Бреме у 2003 році

Після завершення кар'єри гравця Андреас Бреме став тренером і у червні 1999 року він отримав тренерську ліцензію А в спортивній школі Геннеф. Першою командою, яку тренував Бреме став «Кайзерслаутерн», який він очолив 6 жовтня 2000 року. Він дебютував у Бундеслізі як тренер 14 жовтня 2000 року в матчі проти «Мюнхена 1860» (4:0). У своєму першому сезоні він дійшов з командою до півфіналу Кубка УЄФА, а в другому сезоні команда повторила рекорд «Баварії» сезону 1995/96 з семи перемог поспіль на старті чемпіонату. Однак у той же час він двічі поспіль не зміг кваліфікуватись з командою в єврокубки, і після трьох ігор без перемог і невдалих виступів на початку сезону 2002/03 він був звільнений у серпні 2002 року.
У сезоні 2004/05 він тренував клуб другого дивізіону «Унтергагінг», з якого був звільнений 11 квітня 2005 року, знову ж таки через загрозу вильоту.
24 червня 2005 року став помічником Джованні Трапаттоні у «Штутгарті», але через невдалий початок другої половини сезону він і весь тренерський штаб були звільнені від своїх обов'язків 9 лютого 2006 року.

## Подальше життя
Надалі працював футбольним експертом в телевізійних передачах і газетним оглядачем. У лютому 2017 року він став радником сербського клубу «Воєводина».
В останні роки Бреме жив у Італії та Мюнхені, де помер у ніч на 20 лютого 2024 року у віці 63 років після зупинки серця. Бреме став першим померлим із чемпіонів світу 1990 року (за 1,5 місяця до нього помер тренер збірної ФРН на тому чемпіонаті світу Франц Бекенбауер).

## Родина
- Колишня дружина Пілар Мартінес, іспанська стюардеса (шлюб тривав з 1987 до 2010)[29].
- Двоє синів

## Статистика

### Клубна
| Клуб             | Сезон   | Ліга             | Ліга  | Ліга | Кубок | Кубок | Єврокубки | Єврокубки | Суперкубок | Суперкубок | Всього | Всього |
| Клуб             | Сезон   | Дивізіон         | Матчі | Голи | Матчі | Голи  | Матчі     | Голи      | Матчі      | Голи       | Матчі  | Голи   |
| ---------------- | ------- | ---------------- | ----- | ---- | ----- | ----- | --------- | --------- | ---------- | ---------- | ------ | ------ |
| Саарбрюккен      | 1980/81 | Друга Бундесліга | 36    | 3    | 2     | 0     | —         | —         | —          | —          | 38     | 3      |
| Кайзерслаутерн   | 1981/82 | Бундесліга       | 27    | 4    | —     | —     | 7         | 1         | —          | —          | 34     | 5      |
| Кайзерслаутерн   | 1982/83 | Бундесліга       | 30    | 3    | 1     | 0     | 5         | 3         | —          | —          | 36     | 6      |
| Кайзерслаутерн   | 1983/84 | Бундесліга       | 33    | 8    | 2     | 1     | 2         | 0         | —          | —          | 37     | 9      |
| Кайзерслаутерн   | 1984/85 | Бундесліга       | 33    | 11   | 1     | 0     | —         | —         | —          | —          | 34     | 11     |
| Кайзерслаутерн   | 1985/86 | Бундесліга       | 31    | 8    | 4     | 2     | —         | —         | —          | —          | 35     | 10     |
| Кайзерслаутерн   | Всього  | Всього           | 154   | 34   | 8     | 3     | 14        | 4         | —          | —          | 176    | 41     |
| Баварія (Мюнхен) | 1986/87 | Бундесліга       | 31    | 4    | 2     | 0     | 8         | 0         | —          | —          | 41     | 4      |
| Баварія (Мюнхен) | 1987/88 | Бундесліга       | 28    | 3    | 4     | 0     | 6         | 1         | 1          | 0          | 39     | 4      |
| Баварія (Мюнхен) | Всього  | Всього           | 59    | 7    | 6     | 0     | 14        | 1         | 1          | 0          | 80     | 8      |
| «Інтернаціонале» | 1988/89 | Серія A          | 31    | 3    | 7     | 0     | 6         | 0         | —          | —          | 44     | 3      |
| «Інтернаціонале» | 1989/90 | Серія A          | 32    | 6    | 4     | 0     | 2         | 0         | 1          | 0          | 39     | 6      |
| «Інтернаціонале» | 1990/91 | Серія A          | 23    | 1    | 4     | 1     | 9         | 0         | —          | —          | 36     | 2      |
| «Інтернаціонале» | 1991/92 | Серія A          | 30    | 1    | 4     | 0     | 2         | 0         | —          | —          | 36     | 1      |
| «Інтернаціонале» | Всього  | Всього           | 116   | 11   | 19    | 1     | 19        | 0         | 1          | 0          | 155    | 12     |
| Реал Сарагоса    | 1992/93 | Ла Ліга          | 24    | 1    | 2     | 1     | 5         | 2         | —          | —          | 31     | 4      |
| Кайзерслаутерн   | 1993/94 | Бундесліга       | 26    | 3    | 3     | 1     | —         | —         | —          | —          | 29     | 4      |
| Кайзерслаутерн   | 1994/95 | Бундесліга       | 27    | 4    | 3     | 2     | 4         | 0         | —          | —          | 34     | 6      |
| Кайзерслаутерн   | 1995/96 | Бундесліга       | 30    | 2    | 5     | 0     | 4         | 0         | —          | —          | 39     | 2      |
| Кайзерслаутерн   | 1996/97 | Друга Бундесліга | 32    | 0    | —     | —     | 2         | 0         | 1          | 0          | 35     | 0      |
| Кайзерслаутерн   | 1997/98 | Бундесліга       | 5     | 0    | 1     | 0     | —         | —         | —          | —          | 6      | 0      |
| Кайзерслаутерн   | Всього  | Всього           | 120   | 9    | 12    | 3     | 10        | 0         | 1          | 0          | 143    | 12     |
| Загалом          | Загалом | Загалом          | 509   | 65   | 49    | 8     | 62        | 7         | 3          | 0          | 623    | 80     |

### Збірна

#### За роками
| Збірна Німеччини | Збірна Німеччини | Збірна Німеччини |
| Роки             | Ігри             | Голи             |
| ---------------- | ---------------- | ---------------- |
| 1984             | 11               | 1                |
| 1985             | 9                | 1                |
| 1986             | 8                | 1                |
| 1987             | 5                | 0                |
| 1988             | 9                | 1                |
| 1989             | 5                | 0                |
| 1990             | 13               | 4                |
| 1991             | 6                | 0                |
| 1992             | 8                | 0                |
| 1993             | 3                | 0                |
| 1994             | 9                | 0                |
| Всього           | 86               | 8                |

#### Матчі за збірну
| Дата       | Місто                | Господарі      | Результат               | Гості          | Турнір                  | Голи | Примітки      |
| ---------- | -------------------- | -------------- | ----------------------- | -------------- | ----------------------- | ---- | ------------- |
| 15-2-1984  | Варна                | Болгарія       | 2 – 3                   | ФРН            | товариський матч        | -    |               |
| 29-2-1984  | Брюссель             | Бельгія        | 0 – 1                   | ФРН            | товариський матч        | -    | 46'           |
| 28-3-1984  | Ганновер             | ФРН            | 2 – 1                   | СРСР           | товариський матч        | 1    | 76'           |
| 18-4-1984  | Страсбур             | Франція        | 1 – 0                   | ФРН            | товариський матч        | -    |               |
| 22-5-1984  | Цюрих                | ФРН            | 1 – 0                   | Італія         | товариський матч        | -    |               |
| 14-6-1984  | Страсбур             | ФРН            | 0 – 0                   | Португалія     | ЧЄ 1984 - груповий етап | -    |               |
| 17-6-1984  | Ланс                 | ФРН            | 2 – 1                   | Румунія        | ЧЄ 1984 - груповий етап | -    |               |
| 20-6-1984  | Париж                | ФРН            | 0 – 1                   | Іспанія        | ЧЄ 1984 - груповий етап | -    | 74'           |
| 12-8-1984  | Дюссельдорф          | ФРН            | 1 – 3                   | Аргентина      | товариський матч        | -    |               |
| 17-10-1984 | Кельн                | ФРН            | 2 – 0                   | Швеція         | Відбір до ЧС 1986       | -    |               |
| 16-12-1984 | Та-Калі              | Мальта         | 2 – 3                   | ФРН            | Відбір до ЧС 1986       | -    |               |
| 27-3-1985  | Саарбрюкен           | ФРН            | 6 – 0                   | Мальта         | Відбір до ЧС 1986       | -    | 76'           |
| 17-4-1985  | Аугсбург             | ФРН            | 4 – 1                   | Болгарія       | товариський матч        | -    | 76'           |
| 30-4-1985  | Прага                | Чехословаччина | 1 – 5                   | ФРН            | Відбір до ЧС 1986       | -    |               |
| 12-6-1985  | Мехіко               | ФРН            | 0 – 3                   | Англія         | товариський матч        | -    |               |
| 15-6-1985  | Мехіко               | Мексика        | 2 – 0                   | ФРН            | товариський матч        | -    |               |
| 28-8-1985  | Москва               | СРСР           | 1 – 0                   | ФРН            | товариський матч        | -    |               |
| 25-9-1985  | Стокгольм            | Швеція         | 2 – 2                   | ФРН            | Відбір до ЧС 1986       | -    |               |
| 16-10-1985 | Штутгарт             | ФРН            | 0 – 1                   | Португалія     | Відбір до ЧС 1986       | -    |               |
| 17-11-1985 | Мюнхен               | ФРН            | 2 – 2                   | Чехословаччина | Відбір до ЧС 1986       | 1    |               |
| 12-3-1986  | Франкфурт-на-Майні   | ФРН            | 2 – 0                   | Бразилія       | товариський матч        | -    |               |
| 9-4-1986   | Базель               | Швейцарія      | 0 – 1                   | ФРН            | товариський матч        | -    | 61'           |
| 14-5-1986  | Дортмунд             | ФРН            | 3 – 1                   | Нідерланди     | товариський матч        | -    |               |
| 4-6-1986   | Сантьяго-де-Керетаро | Уругвай        | 1 – 1                   | ФРН            | ЧС 1986 - груповий етап | -    | 46'           |
| 13-6-1986  | Сантьяго-де-Керетаро | Данія          | 2 – 0                   | ФРН            | ЧС 1986 - груповий етап | -    |               |
| 21-6-1986  | Монтеррей            | Мексика        | 0 – 0 д.ч. (1 - 4 п.п.) | ФРН            | ЧС 1986 - чвертьфінал   | -    |               |
| 25-6-1986  | Гвадалахара          | ФРН            | 2 – 0                   | Франція        | ЧС 1986 - півфінал      | 1    |               |
| 29-6-1986  | Мехіко               | Аргентина      | 3 – 2                   | ФРН            | ЧС 1986 - фінал         | -    |               |
| 25-3-1987  | Тель-Авів            | Ізраїль        | 0 – 2                   | ФРН            | товариський матч        | -    |               |
| 12-8-1987  | Берлін               | ФРН            | 2 – 1                   | Франція        | товариський матч        | -    | 67'           |
| 9-9-1987   | Дюссельдорф          | ФРН            | 3 – 1                   | Англія         | товариський матч        | -    | 61'           |
| 14-10-1987 | Гельзенкірхен        | ФРН            | 1 – 1                   | Швеція         | товариський матч        | -    | 46'           |
| 12-12-1987 | Бразиліа             | Бразилія       | 1 – 1                   | ФРН            | товариський матч        | -    | 46'           |
| 2-4-1988   | Берлін               | ФРН            | 1 – 0                   | Аргентина      | товариський матч        | -    | 46'           |
| 27-4-1988  | Кайзерслаутерн       | ФРН            | 1 – 0                   | Швейцарія      | товариський матч        | -    |               |
| 4-6-1988   | Бремен               | ФРН            | 1 – 1                   | Югославія      | товариський матч        | -    |               |
| 10-6-1988  | Дюссельдорф          | ФРН            | 1 – 1                   | Італія         | ЧЄ 1988 - груповий етап | 1    | 76'           |
| 14-6-1988  | Гельзенкірхен        | ФРН            | 2 – 0                   | Данія          | ЧЄ 1988 - груповий етап | -    |               |
| 17-6-1988  | Мюнхен               | ФРН            | 2 – 0                   | Іспанія        | ЧЄ 1988 - груповий етап | -    |               |
| 21-6-1988  | Гамбург              | ФРН            | 1 – 2                   | Нідерланди     | ЧЄ 1988 - півфінал      | -    |               |
| 31-8-1988  | Гельсінкі            | Фінляндія      | 0 – 4                   | ФРН            | Відбір до ЧС 1990       | -    |               |
| 19-10-1988 | Мюнхен               | ФРН            | 0 – 0                   | Нідерланди     | Відбір до ЧС 1990       | -    |               |
| 22-3-1989  | Софія                | Болгарія       | 1 – 2                   | ФРН            | товариський матч        | -    |               |
| 26-4-1989  | Роттердам            | Нідерланди     | 1 – 1                   | ФРН            | Відбір до ЧС 1990       | -    |               |
| 31-5-1989  | Кардіфф              | Уельс          | 0 – 0                   | ФРН            | Відбір до ЧС 1990       | -    |               |
| 4-10-1989  | Дортмунд             | ФРН            | 6 – 1                   | Фінляндія      | Відбір до ЧС 1990       | -    |               |
| 15-11-1989 | Кельн                | ФРН            | 2 – 1                   | Уельс          | Відбір до ЧС 1990       | -    |               |
| 28-2-1990  | Монпельє             | Франція        | 2 – 1                   | ФРН            | товариський матч        | -    |               |
| 25-4-1990  | Штутгарт             | ФРН            | 3 – 3                   | Уругвай        | товариський матч        | -    |               |
| 26-5-1990  | Дюссельдорф          | ФРН            | 1 – 0                   | Чехословаччина | товариський матч        | -    |               |
| 30-5-1990  | Гельзенкірхен        | ФРН            | 1 – 0                   | Данія          | товариський матч        | -    | 46'           |
| 10-6-1990  | Мілан                | ФРН            | 4 – 1                   | Югославія      | ЧС 1990 - груповий етап | -    |               |
| 15-6-1990  | Мілан                | ФРН            | 5 – 1                   | ОАЕ            | ЧС 1990 - груповий етап | -    |               |
| 24-6-1990  | Мілан                | ФРН            | 2 – 1                   | Нідерланди     | ЧС 1990 - 1/8 фіналу    | 1    |               |
| 1-7-1990   | Мілан                | ФРН            | 1 – 0                   | Чехословаччина | ЧС 1990 - чвертьфінал   | -    |               |
| 4-7-1990   | Турин                | ФРН            | 1 – 1 д.ч. (4 - 3 п.п.) | Англія         | ЧС 1990 - півфінал      | 1    |               |
| 8-7-1990   | Рим                  | ФРН            | 1 – 0                   | Аргентина      | ЧС 1990 - фінал         | 1    | Чемпіон світу |
| 29-8-1990  | Лісабон              | Португалія     | 1 – 1                   | ФРН            | товариський матч        | -    |               |
| Усього     |                      | Матчів         | 58                      |                | Голів                   | 7    |               |

| Дата       | Місто         | Господарі  | Результат | Гості             | Турнір                  | Голи | Примітки |
| ---------- | ------------- | ---------- | --------- | ----------------- | ----------------------- | ---- | -------- |
| 10-10-1990 | Стокгольм     | Швеція     | 1 – 3     | Німеччина         | товариський матч        | 1    | 60'      |
| 31-10-1990 | Люксембург    | Люксембург | 2 – 3     | Німеччина         | Відбір до ЧЄ 1992       | -    |          |
| 1-5-1991   | Ганновер      | Німеччина  | 1 – 0     | Бельгія           | Відбір до ЧЄ 1992       | -    |          |
| 5-6-1991   | Кардіфф       | Уельс      | 1 – 0     | Німеччина         | Відбір до ЧЄ 1992       | -    |          |
| 11-9-1991  | Лондон        | Англія     | 0 – 1     | Німеччина         | товариський матч        | -    |          |
| 16-10-1991 | Нюрнберг      | Німеччина  | 4 – 1     | Уельс             | Відбір до ЧЄ 1992       | -    |          |
| 20-11-1991 | Брюссель      | Бельгія    | 0 – 1     | Німеччина         | Відбір до ЧЄ 1992       | -    |          |
| 18-12-1991 | Леверкузен    | Німеччина  | 4 – 0     | Люксембург        | Відбір до ЧЄ 1992       | -    |          |
| 25-3-1992  | Турин         | Італія     | 1 – 0     | Німеччина         | товариський матч        | -    | 46'      |
| 30-5-1992  | Гельзенкірхен | Німеччина  | 1 – 0     | Туреччина         | товариський матч        | -    |          |
| 2-6-1992   | Бремен        | Німеччина  | 1 – 1     | Північна Ірландія | товариський матч        | -    |          |
| 12-6-1992  | Норрчепінг    | СНД        | 1 – 1     | Німеччина         | ЧЄ 1992 - груповий етап | -    |          |
| 15-6-1992  | Норрчепінг    | Шотландія  | 0 – 2     | Німеччина         | ЧЄ 1992 - груповий етап | -    |          |
| 18-6-1992  | Гетеборг      | Нідерланди | 3 – 1     | Німеччина         | ЧЄ 1992 - груповий етап | -    |          |
| 21-6-1992  | Стокгольм     | Швеція     | 2 – 3     | Німеччина         | ЧЄ 1992 - півфінал      | -    |          |
| 26-6-1992  | Гетеборг      | Данія      | 2 – 0     | Німеччина         | ЧЄ 1992 - фінал         | -    |          |
| 17-11-1993 | Кельн         | Німеччина  | 2 – 1     | Бразилія          | товариський матч        | -    |          |
| 15-12-1993 | Маямі         | Німеччина  | 1 – 2     | Аргентина         | товариський матч        | -    |          |
| 18-12-1993 | Сан-Франциско | США        | 0 – 3     | Німеччина         | товариський матч        | -    | 46'      |
| 23-3-1994  | Штутгарт      | Німеччина  | 2 – 1     | Італія            | товариський матч        | -    |          |
| 27-4-1994  | Абу-Дабі      | ОАЕ        | 0 – 2     | Німеччина         | товариський матч        | -    | 46'      |
| 2-6-1994   | Відень        | Австрія    | 1 – 5     | Німеччина         | товариський матч        | -    |          |
| 8-6-1994   | Торонто       | Канада     | 0 – 2     | Німеччина         | товариський матч        | -    |          |
| 17-6-1994  | Чикаго        | Німеччина  | 1 – 0     | Болівія           | ЧС 1994 - груповий етап | -    |          |
| 21-6-1994  | Чикаго        | Німеччина  | 1 – 1     | Іспанія           | ЧС 1994 - груповий етап | -    |          |
| 27-6-1994  | Даллас        | Німеччина  | 3 – 2     | Південна Корея    | ЧС 1994 - груповий етап | -    |          |
| 2-7-1994   | Чикаго        | Німеччина  | 3 – 2     | Бельгія           | ЧС 1994 - 1/8 фіналу    | -    | 46'      |
| 10-7-1994  | Нью-Йорк      | Болгарія   | 2 – 1     | Німеччина         | ЧС 1994 - чвертьфінал   | -    | 83'      |
| Усього     |               | Матчів     | 28        |                   | Голів                   | 1    |          |

## Досягнення

### Клубні

#### «Кайзерслаутерн»
Переможець:
- Бундесліга: 1997-98
- Кубок Німеччини: 1995-96

Друге місце:
- Бундесліга: 1993-94
- Суперкубок Німеччини: 1996

#### «Баварія»
Переможець:
- Бундесліга: 1986-87
- Суперкубок Німеччини: 1987

Друге місце:
- Бундесліга: 1987-88
- Кубок європейських чемпіонів: 1986-87

#### «Інтернаціонале»
Переможець:
- Серія A: 1988-89
- Суперкубок Італії: 1989
- Кубок УЄФА: 1990-91

#### «Реал Сарагоса»
Фіналіст:
- Кубок Іспанії: 1992-93

### Збірна

#### Німеччина
Переможець:
- Чемпіонат світу: 1990

Фіналіст:
- Чемпіонат світу: 1986
- Чемпіонат Європи: 1992

### Індивідуальні
- Футболіст року в Італії: 1989

## Стиль гри
Незважаючи на те, що Бреме найчастіше грав на позиції захисника, протягом своєї кар'єри він демонстрував виняткову здібність просуватися вперед і знаходити моменти у воріт суперника, володіючи надзвичайно потужним і точним ударом обома ногами, через що він забивав у кожному клубі, за який грав, а також у збірній Німеччини.
Бреме вважався одним із найкращих лівих захисників свого покоління. Хоча він зазвичай розташовувався ліворуч, він був надзвичайно універсальним гравцем, який міг грати будь-де на фланзі, на будь-якій стороні поля, а також міг грати в більш атакуючій ролі і іноді використовувався в центрі поля, як опорний півзахисник. Хоча він не був особливо швидким, він був відомий своїми чудовими технічними здібностями, витривалістю, навичками захисту, передбаченням, і тактичним інтелектом, а також його здатність робити ривки, що дозволяло йому ефективно закривати фланг і приносити користь на обох кінцях поля.
Також Бреме вважається одним із найкращих виконавців штрафних ударів і навісів свого часу, і він був відомий своєю здатністю бити по м'ячу з силою та підкрутками. Проте найвідмітнішою майстерністю Бреме був той факт, що він був одним із небагатьох гравців у світі, який міг однаково добре грати обома ногами, що робило його дуже цінним як польовий гравець. Через це тренер національної збірної Франц Бекенбауер заявляв: «Я знаю Андреаса 20 років і досі не знаю, правша він чи шульга». Він був добре відомий як виконавець пенальті. Єдиний пенальті за збірну, який Бреме не реалізував, він пробив 12 червня 1985 в товариському матчі проти Англії, коли Пітер Шилтон відбив удар німця. Незважаючи на те, що він, як повідомляється, від природи мав «основною» ліву ногу, Бреме відчував, що його права нога насправді була точнішою, ніж ліва, але він мав сильніший удар лівою ногою. Це було продемонстровано у фіналі чемпіонату світу 1990 року, коли Бреме виконав точний удар правою ногою у лівий від себе кут, який приніс Західній Німеччині трофей, але за чотири роки до того Бреме забив у матчі чвертьфіналу Чемпіонату світу 1986 року в серії пенальті проти Мексики з ударом лівої ноги. 
На додаток до його здібностей як футболіста, Бреме також високо цінувався за його силу характеру та холоднокровність під тиском, а також за те, що він мав схильність забивати голи за свою команду у важливих іграх, про що свідчить його здатність забивати вирішальні пенальті в плей-оф чемпіонату світу, через що ЗМІ вважали його «великим гравцем». Хоча він був відомий як наполегливий гравець, він також виділявся своїм професіоналізмом протягом усієї своєї кар'єри, як на полі, так і поза ним. Лотар Маттеус описав Бреме як найкращого гравця, з яким коли-небудь грав.